# Kostel svatého Petra v okovech (Krahulov)

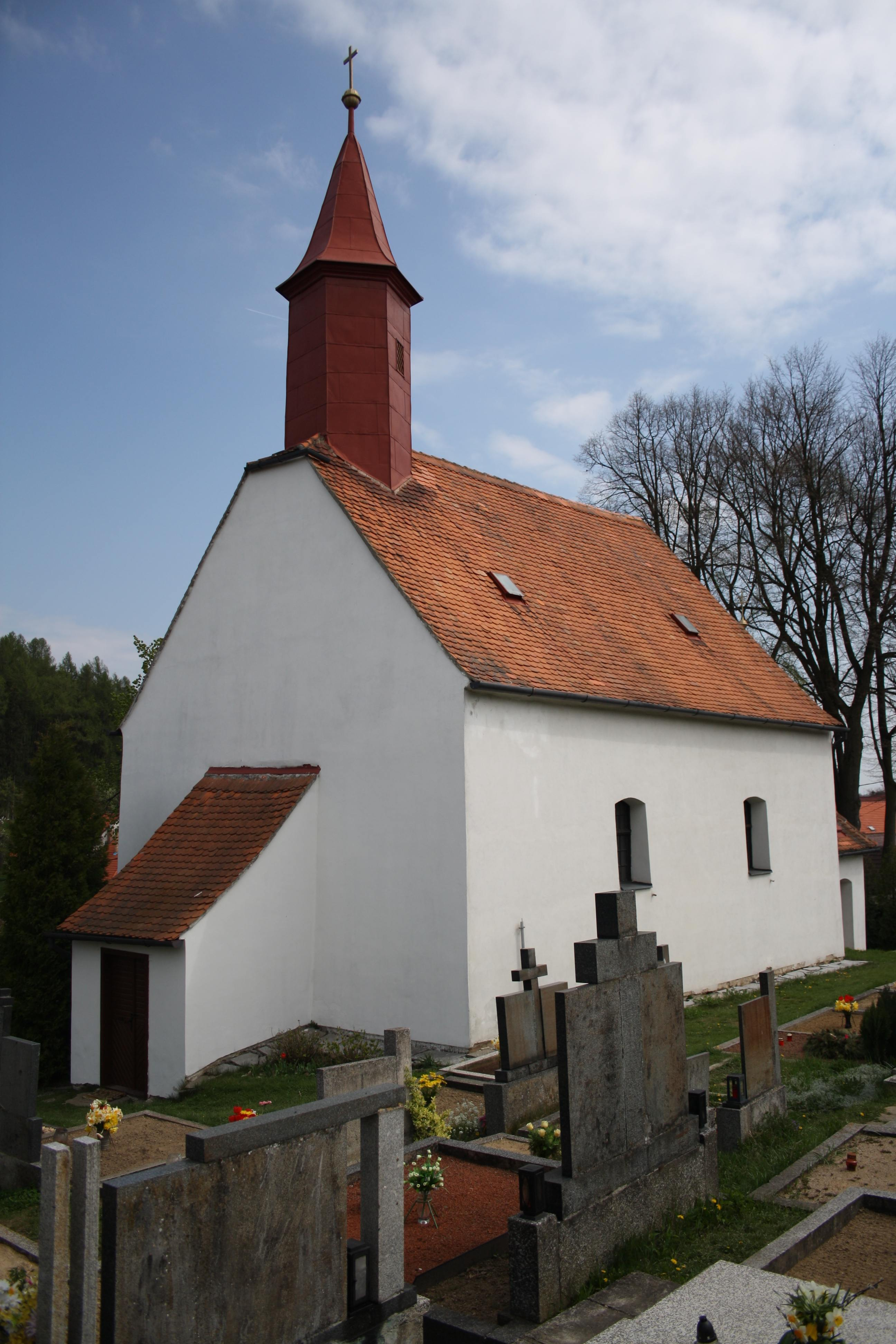
Pohled na kostel

Kostel svatého Petra v okovech je filiální kostel římskokatolické farnosti Stařeč. Kostel je evidován jako kulturní památka České republiky.

## Popis
Jednolodní orientovaná stavba stojí v západní části obce v mírně svažitém terénu skloněném k severu. Kostel je obklopený hřbitovem obehnaným zdí. Kolem je rozlehlé volné prostranství bez zástavby. K obdélné klenuté lodi přiléhá odsazená půlkruhová apsida sklenutá konchou. V podélné ose navazuje na apsidu přistavěná pětiboká přízemní sakristie. Loď je zaklenutá ve dvou polích plackami se štukovými zrcadly. Plackové klenby jsou sklenuté do pasů. Na západní straně lodi je tříosá podklenutá zděná kruchta. Je přístupná po dřevěném točitém schodišti v  severozápadním koutě. Loď i presbytář je vydlážděný dlažbou z cementových dlaždic (před kruchtou je v dlažbě provedený letopočet 1896). Sedlová střecha kostela s pálenou krytinou je na obou stranách uzavřená vysokými strmými štíty. Před západním štítem vystupuje z hřebene oplechovaná polygonální zvonice s jehlancovou střechou završenou knoflíkem a křížem. Apsidu zakrývá výrazně nižší sedlová střecha, k níž je připojena sedlová, nad závěrem zvalbená střecha přistavené sakristie. Na hřebeni je oplechovaná sanktusníková vížka s lucernou završenou cibulí.

## Historie

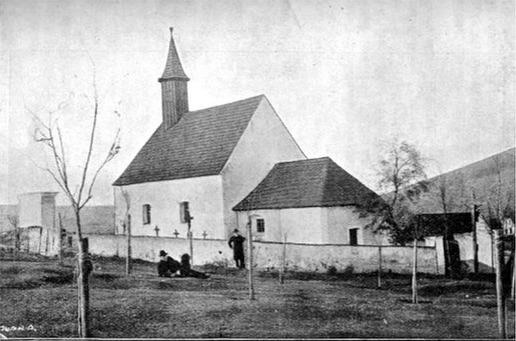
Historická fotografie

Ve Vlastivědě moravské z roku 1906 vyslovil František Dvorský názor, že kostel zřídili benediktini z Třebíče, kterým dle pramenů pak přináležel patronát. Podle stavebního vývoje tomu tak nebylo. Z kostelů v blízkém okolí je odsazenou půlkruhovou apsidou ukončen kostel sv. Trojice ve Vladislavi. Zde však byl mezi loď a apsidu vložen čtvercový chór. Loď byla v původní podobě stejně jako tento chór plochostropá a byla podstatně kratší. Vladislavský kostel se rovněž připomíná až ve 14. století, ale stavba vznikla asi už v první čtvrtině 13. století. Stavebníkem byl třebíčský klášter, protože Vladislav vždy patřila ke klášterství. V případě Krahulova tomu tak nebylo a patronát zdejšího kostela klášteru připadl dodatečně za neznámých okolností.
Krahulovský kostel vstupuje do psané historie roku 1307 zmínkou o tamním faráři v listině olomouckého biskupa Jana. Listina je současně nejstarším známým, byť nepřímým dokladem o existenci samotného Krahulova i o tom, že zdejší filiální kostel byl původně kostelem farním. Po dlouhé odmlce odkazuje na kostel spor o patronát z roku 1412. Proti vkladu patronátu pro Mikuláše z Mochova podal odpor třebíčský klášter, kterému patronát tehdy zjevně přináležel. Třebíčský klášter fakticky zanikl v roce 1468, i když konvent formálně existoval ještě v 16. století. Od roku 1491 byly klášterní majetky v zástavě Viléma z Pernštejna. Když roku 1499 Kryštof z Hrochova "ves Kralohov s kostelním podacím" zapsal Zdeňkovi a Burianovi z Valdštejna na Brtnici, nebyla proti tomu již vznesena žádná námitka. Další známé zmínky o kostele v Krahulově pak pocházejí až ze 17. století z kroniky heraltické fary. Farní kronika Heraltic se sice začala psát teprve v roce 1803, ale úvod a opisy třinácti starších listin byly převzaty z nedochované knihy účtů, kterou založil 9. prosince 1671 farář Vavřinec Ignác Solický (farářem 1670 – 1672). Krahulov tedy v té době přináležel k heraltické faře. Ke krahulovskému kostelu se dále uvádí, že v obci bylo tehdy deset obyvatel. Kostel je malý (ecclesiola parva) a jeho patrocinium není doloženo žádnou listinou. Lze však soudit, že je zasvěcený sv. Petru v okovech podle toho, že „zasvěcení se slaví v neděli po svátku sv. Petra v okovech“. V malé zvonici jsou dva zvony. Na hřbitově se mohou pochovávat obyvatelé z Řípova, Sokolí a z mlýnů na třebíčském panství. Kolem kostela je rozlehlé volné prostranství, ale není zde fara a kostelu nepatří žádné pozemky. Údajně k roku 1657 byl kostel ve velmi špatném stavu a měl být opraven nákladem 40 zl. Z toho však sešlo, protože v Krahulově zůstali jen tři zchudlí osadníci. Kostel sice přináležel k Heralticím, ale desátek se prý odváděl majiteli třebíčského panství. 
Za heraltického faráře Ignáce Filkuky (vysvěcen 1753, farářem v Heralticích 1764 - 1780) byl popsán následovně: kostel je postavený z dobrého materiálu, pokrytý šindelem a uprostřed střechy je malá dřevěná vížka se dvěma zvony. Na větším zvonu je nápis 1546 Kristus jest cesta, pravda a život. Na menším zvonu nápis bez datace Nákladem obce kralohovské a dobrodinců za faráře Martina Richlíka. Čest Jarolíma svatého vyvede nás ze zlého. U kostela není sakristie. Kazatelna je na evangelijní straně, oltář je přenosný (altar portatile), v kostele není křtitelnice. Kůr je dřevěný bez varhan a pozitivu. Kostel je vydlážděný cihelnou dlažbou a není vybaven kryptou. Kolem kostela je hřbitov s kostnicí. Ke kostelu jsou ustanoveni dva kostelníci (správci), kteří službu sice vykonávají bez odměny, ale jsou osvobozeni od roboty. Posvícení se slaví v neděli po svátku sv. Petra v okovech. 
Dne 6. září 1784 byl Krahulov přifařen ke Starči. 9. ledna 1786 předal heraltický farář do Starče krahulovské kostelní peníze. Z uvedeného historického přehledu vyplývá, že původně farní krahulovský kostel byl přinejmenším od roku 1633 do roku 1784 filiálním kostelem heraltické fary a od roku 1784 do současnosti přináleží k faře ve Starči. Z neznámých důvodů však není v církevní administrativě od 17. až do počátku 19. století uváděn. Ve vizitačním protokolu z roku 1662 tehdejšího telčského děkanátu se u Heraltic jmenují filiální kostely v Opatově, Přibyslavicích a Předíně. U Starče se uvádějí Čáslavice a Římov. Ještě větší záhadou pak je, že v tzv. děkanské matrice z roku 1804 (!) s podrobným popisem farnosti Stařeč není o krahulovském kostele ani zmínka. Snad to vysvětluje přípis stařečského faráře brněnské konzistoři z roku 1807, v němž se píše, že kostel v Krahulově je zavřený, protože „je takovou ruinou, že se může zřítit na farníky“.
V roce 2009 byl rekonstruován exteriér kostela, v roce 2022 byl rekonstruován i interiér kostela.

## Stavební vývoj
Kostel se poprvé připomíná k roku 1307, ale jednolodní stavba s obdélnou lodí a odsazenou půlkruhovou apsidou je zjevně podstatně starší. Archaická dispozice s apsidou sklenutou konchou odkazuje na dobu vzniku někdy v první polovině 13. století. Loď, přístupná portálem od jihu, byla plochostropá. Portál, zazděný v roce 1807, byl situován v západní okenní ose jižního průčelí, mírně posunutý východním směrem. Práh portálu je nyní utopený. Mírně svažitý terén okolního hřbitova je zejména na jižní straně výrazně navýšený a oproti středověké úrovni je značně zvýšená i podlaha lodi s dlažbou z roku 1896. Současně je na půdě nad klasicistní klenbou na jižní i severní straně cihelná nadezdívka, na níž je usazený krov z roku 1807. 
Středověký kostel byl o něco nižší a současně méně zapuštěný do terénu. Lze předpokládat, že loď osvětlovala čtyři okna ve stávajících osách a kruhové okno v západním průčelí nad kruchtou. V apsidě byla prolomena nejspíše tři okna. Původní omítka interiéru, která se zachovala v lodi i v apsidě, byla relativně tenká a kopírovala nerovnosti kamenného zdiva. Kostel kryla podstatně nižší sedlová střecha, kterou uzavíraly zděné kamenné štíty. Nízké štíty tupoúhlého tvaru se zachovaly ve hmotě západní i východní štítové zdi lodi. Součástí kostela podle všeho nebyla tribuna a vazbu svatyně na šlechtické sídlo neznámého stáří na nedalekém tvrzišti nelze nijak doložit. Dřevěnou kruchtou byl však kostel velmi pravděpodobně vybaven už ve vrcholném středověku (uvádí se také v popisu z doby mezi léty 1764 - 1780). 
Jedinou uchopitelnou středověkou úpravou pozdně románské stavby je nadezdění původních nízkých štítů lodi a změna jejich tvaru do podoby strmých ostroúhlých štítů. O nadezdění štítů svědčí zřetelné stavební spáry zejména ve východní štítové zdi. Původní štíty byly ze strany podkroví omítnuté hrubozrnnou omítkou, která je ožehnutá ohněm. S obnovou po neznámém požáru může souviset vyzdění nových štítů. O stavebním dění může vypovídat i letopočet 1546 na zvonu, který se uvádí v popisu kostela z 18. století. Stávající krov o dvou úrovních hambalků se stojatými stolicemi ve třech plných vazbách byl vztyčen v roce 1807. Soudě podle neosazených dlabů a zářezů na mnoha prvcích byla konstrukce z valné části sestavena z druhotně použitých trámů, z nichž čtyři vybrané byly dendrochronologicky datovány do roku 1687/1688, případně 1689/1690 (určeno mýcení kmenů). Kolem roku 1690 se tedy na kostele měnil krov, případně se zpustlá svatyně znovu zastřešila. Vizitační protokol z roku 1662 o kostele nejspíše mlčí právě proto, že zpustl. 
Patrocinium sv. Petra v okovech, které se uvádí zprostředkovaně až v 18. století, nebude zřejmě původní. Ve středověku mohl být kostel zasvěcený sv. Petrovi. Středověký vzhled si kostel podle všeho podržel až do roku 1807 mimo jiné proto, že i na počátku 19. století nebyl nijak udržovaný. Teprve tehdy byl zrušen románský jižní vstup. Dochovaný účet k opravě kostela uvádí výslovně nový strop v lodi. O zděné kruchtě není žádná zmínka. Zaklenutí lodi plackovými klenbami ve dvou polích a možná i výstavba zděné kruchty je tedy poněkud překvapivě výsledkem až další, ještě mladší (!) úpravy v 19. století. O ní se však žádný písemný pramen včetně farní kroniky nezmiňuje. V roce 1884 byla k apsidě připojena sakristie obdélného půdorysu, kterou zachycuje ještě fotografie publikovaná v roce 1906 ve Vlastivědě moravské. Stávající podoba kostela se „stylovou“ polygonální sakristií se samostatnou střechou se sanktusníkovou vížkou v hřebeni vznikla v roce 1903.

## Vybavení kostela
Oltář se sochami sv. Petra v okovech, sv. Cyrila a Metoděje byl pořízen v roce 1903 za 800 K od Petra Buška ze Sychrova. Boční oltář byl rovněž vyměněn, ale socha Panny Marie zůstala zachována. V roce 1941 upozornil Ferdinand Kuthan (rodák z Krahulova a statkář v Myslibořicích) tehdejší Památkový úřad pro Moravu a Slezsko se sídlem v Brně, že kostel v Krahulově je přes svou starobylost sešlý a nebyl dlouho opravován. Při popisu mobiliáře uvedl, že původní vyřezávaný oltář byl sejmut a odvezen do Starče na faru, kde zdobí kapličku. Původní socha s. Petra v okovech byla darována tvůrci nového oltáře a stojí ve výčepní místnosti hostince v Čechočovicích. Do Starče byl odvezen i obraz panny Marie Tuřanské, který byl následně vrácen.
Sochy sv. Jana Nepomuckého a sv. Floriána
Misály –1883, 1904 nový zakoupil F. Dvořáček
Kalich – zakoupen v roce 1904 rolnicemi Františkou Smejkalovou a Kateřinou Dvořáčkovou za 264 k od Jana Staňka z Prahy
Monstrance – pozlacena, také od Jana Staňka
Kaditelnice z čínského stříbra – pořízena z popudu krahulovských hospodyň v roce 1903
Ornáty – kostel byl vybaven několika krásně zdobenými ornáty
Zvony – větším s krásným zvukem, na němž je nápis: 1546 Kristus jest cesta, pravda a život, menší umíráček – od Rudolfa Manouška z Brna s nápisem Od hladomoru a války vysvoboť nás Pane 1918 za faráře Augustina Fraňka
Varhany – v roce 1884 byly pořízeny nové varhany od třebíčského varhanáře Zachystala za 600 zl. Jedná se o kvalitní mechanický nástroj se 4 rejstříky a pedálem. Nástroj byl sestavený v době pneumatických nástrojů. V roce 1918 byly z tohoto nástroje píšťaly prodány a v roce 1920 zakoupené nové - stávající. V roce 2016 provedl MgA. Tomáš Nováček opravu a čištění varhan, včetně restaurování vzdušnice.